# 宮脇紀雄
宮脇 紀雄（みやわき としお、1907年2月15日 - 1986年11月18日）は、日本の児童文学作家。

## 来歴･人物
岡山県川上郡成羽町（現・高梁市）出身。
農業、岡山市で書店勤めや書店経営をしたが、1935年上京して坪田譲治に師事。土師清二の知遇を得て童話を書き始める。
1969年「山のおんごく物語」で野間児童文芸賞、1976年「ねこの名はヘイ」で日本児童文芸家協会賞、1977年「おきんの花かんざし」、1980年「かきの木いっぽんみが三つ」で産経児童出版文化賞を受賞。海外児童文学、日本の古典などの再話を数多く行った。
生態学者の宮脇昭は弟。

## 著書
- 『力ある子』（興亜書局） 1942
- 『こども百姓記』（帝国教育会出版部、少国民文芸選) 1943
- 『コグマノチヱ』（兒童の友社） 1945.10
- 『悲しき野みち』（偕成社） 1948
- 『草かげ木かげ』（世界社） 1948
- 『ふしぎな野原』（山川書店） 1949
- 『悲しき栄冠』（妙義出版社） 1949
- 『夢みる白鳥』（妙義出版社） 1949
- 『きつねと子うさぎ』（金の星社） 1950
- 『早春の丘』（ポプラ社） 1950
- 『子うさぎミミイ』（金の星社） 1951
- 『水のはたらき』（小峰書店） 1951
- 『よくばりこぐまちゃん 』（ます美書房） 1953
- 『お山のどうぶつ』（ます美書房） 1953
- 『せっしゅう』（講談社） 1953
- 『母恋人形』（ポプラ社） 1954
- 『悲しき歌姫』（ポプラ社） 1954
- 『さすらいの乙女』（ポプラ社） 1954
- 『キュリー夫人』（講談社、講談社の絵本) 1954
- 『ひらかなりょうかんさま』（金の星社、ひらかな偉人文庫) 1955
- 『野口英世』（偕成社、児童伝記全集) 1957
- 『山かげの石』（東光出版社） 1958
- 『森のきょうだい』（講談社、講談社の絵本) 1958
- 『源義経』（ポプラ社、子どもの伝記全集) 1959
- 『皇子さま』（鈴木出版） 1960
- 『中江藤樹』（偕成社、児童伝記全集) 1960
- 『ゆかわひでき』（ポプラ社、おはなし文庫) 1962
- 『ころげたお月さま』（ポプラ社） 1963
- 『ブブーちゃんのゆめ』（ます美書房） 1963
- 『ふるさとのはなし 9 山陽・四国地方』（さ・え・ら書房）、1966
- 『ふるさとのはなし 8 山陰地方』（さ・え・ら書房） 1967
- 『ものがたり小林一茶』（偕成社、児童伝記全集) 1967.2
- 『エベレストへいどむ』（岩崎書店、おはなしノンフィクション) 1968
- 『山のおんごく物語』（解説:西沢正太郎、講談社）　1969
のち講談社文庫
- 『日本のとんち話』（偕成社、少年少女類別民話と伝説 ; 1）1970[1]
- 『やまのゆうびんやさん』（ポプラ社） 1971
- 『なくなみそっちょ』（ポプラ社） 1972
- 『ししん子けん』（旺文社） 1974
- 『わが鶏肋の記 随筆集』（風と小鳥社） 1974
- 『生きている森 ふるさとの森を考える』（宮脇昭共著、文研出版） 1975
- 『ねこの名はヘイ』（国土社） 1976.2
- 『おいもころころ』（ポプラ社） 1977.2
- 『おきんの花かんざし』（金の星社） 1977.2
- 『二宮金次郎』（主婦の友社、少年少女世界伝記全集） 1977
- 『おこんばんはたぬき』（小学館） 1977.9
- 『おへんろさん』（小峰書店） 1979.10
- 『かきの木いっぽんみが三つ』（金の星社） 1979.11
- 『夕日が赤い』（日常出版） 1981.9
- 『あめの日かぜの日』（岩崎書店） 1981.11
- 『山っ子きつねっ子』（小峰書店） 1982.1
- 『おじいちゃんにヒョーショージョー』（金の星社） 1983.2
- 『くずの中のふえ』（ひさかたチャイルド） 1983.4
- 『少年風の中をいく』（国土社） 1984.11
- 『ゴロくんとキイちゃん』（ひさかたチャイルド） 1984.2

## 翻訳
- 『家なき子』（エクトール・アンリ・マロ、偕成社、児童名作シリーズ9） 1956
- 『風の中のポリー』（オルコット、岩崎書店、オルコット少女名作全集） 1961
- 『トム・ソーヤーの空中旅行』（マーク・トウェーン、岩崎書店、マーク・トウェーン名作全集） 1962